# Бало (Мајен)
Бало (фр. Ballots) насеље је и општина у западној Француској у региону Лоара, у департману Мајен која припада префектури Шато Гонтје.
По подацима из 2011. године у општини је живело 1.274 становника, а густина насељености је износила 35,38 становника/km². Општина се простире на површини од 36,01 km². Налази се на средњој надморској висини од 96 метара (максималној 93 m, а минималној 48 m).

## Демографија
| 1962. | 1968. | 1975. | 1982. | 1990. | 1999. | 2011. |
| ----- | ----- | ----- | ----- | ----- | ----- | ----- |
| 1.169 | 1.242 | 1.129 | 1.092 | 1.049 | 1.036 | 1.274 |

График промене броја становника у току последњих година